# Auspex
Pour les articles homonymes, voir Auspex (homonymie).
Auspex est un groupe de heavy metal français, originaire de Grenoble, en Rhône-Alpes.

## Biographie
Auspex est formé en 2001 à Grenoble, en Rhône-Alpes. Les premières années de la vie du groupe sont consacrées à l'enregistrement d'une démo, quelques concerts en région et à l'établissement d'une formation stable. La démo Mysteries of the Stars est produite en 2005, mais la formation du groupe évolue encore jusqu'à se stabiliser de façon permanente en 2006.
La même année, un premier album Resolutio est enregistré au Towerstudio par Brett Caldas-Lima (Kalisia, Cynic, To-Mera, Malmonde, etc). Il permet à Auspex de signer un contrat avec Thundering Records qui sortira l’album l'année suivante, en 2007.
Heliopause, le successeur de Resolutio, est enregistré pendant l’été 2009 au TowerStudio, et sortira le 10 octobre 2010 chez Pervade Productions,. En mars 2012, Auspex propose en téléchargement libre ses deux albums, Resolutio et Heliopause, sur Bandcamp.

## Membres

### Membres actuels
- Pierre-Yves Brun - claviers (depuis 2001)
- Alexis Potié - basse (depuis 2002)
- Élodie Buchonnet - chant (depuis 2002)
- Frédéric Hugenell - batterie (depuis 2004)
- Lionel Patroix - guitare (depuis 2006)
- Arthur Raulin - guitare (depuis 2006)

### Anciens membres
- Guillaume Gey - guitare (2001-2006)
- Olivier - batterie (2002-2003)
- Clément - guitare (2002-2005)